# Sándor Bortnyik
Sándor Bortnyik (3. července 1893 Târgu Mureș – 31. prosince 1976 Budapešť) byl maďarský malíř a grafik, který sehrál důležitou roli ve vývoji maďarské avantgardy a měl úzké kontakty s Bauhausem. Jeho dílo bylo výrazně ovlivněno kubismem, expresionismem a konstruktivismem. Je známý také svými reklamními plakáty. V roce 1928 otevřel v Budapešti školu umění a designu Műhely, aby do Maďarska přenesl ducha Bauhausu a některé jeho výukové metody. Přes všechna omezení, kterým musel čelit, se mu podařilo vytvořit významné profesionální centrum moderního grafického designu, nastartovat kariéru řady významných umělců a přispět k výraznému zvýšení úrovně progresivního grafického designu v Maďarsku. V letech 1949–1956 byl ředitelem Maďarské akademie výtvarných umění.

## Život
Sándor Bortnyik se narodil 3. července 1893 v Marosvásárhely (dnešní Târgu Mureș) v rumunském Sedmihradsku. V roce 1910 se přestěhoval do Budapešti, kde pracoval jako grafik a navrhoval obalový materiál pro parfumerii. O tři roky později se zapsal na svobodnou uměleckou školu, na níž vyučovali přední umělci jako József Rippl-Rónai, Károly Kernstok a János Vaszary. Ti mezi sebou reprezentovali mnoho předních modernistických směrů: secesi, expresionismus, respektive fauvistický kolorismus. Díky spolužákům z této pokrokové školy se dostal do kontaktu s liberálním kroužkem Galilei a členy sociálnědemokratické strany. V roce 1916 se seznámil s avantgardním básníkem, spisovatelem a redaktorem Lajosem Kassákem, s nímž zhruba deset let spolupracoval, nejprve v Budapešti a poté ve Vídni, na jeho radikálně progresivních časopisech A Tett (Akce) a Ma (Dnes). Od roku 1918 se hlásil k revolučnímu komunistickému hnutí.
Po pádu komunistického režimu Bély Kuna v roce 1919 a vpádu rumunských vojsk do Maďarska, byli Bortnyik a další umělci a levicově orientovaní Maďaři nuceni Budapešť opustit. Bortnyik se usadil nejprve ve Vídni, kde navrhoval knižní obálky, ilustroval noviny a pokračoval ve spolupráci s Kassákem, který v roce 1921 vydal jeho průkopnické album geometrických abstraktních kompozic Képarchitektúra (obraz-architektura). Zatímco Kassák v roce 1921 přijal dadaismus a byl otevřený různým formám anarchismu, Bortnyik zůstal pevně oddán levicové politice a koncepci umění maďarské a sovětské komunistické strany. Tento rozpor mezi nimi vyvolal napětí a Bortnyik se v roce 1922 rozhodl Vídeň opustit.

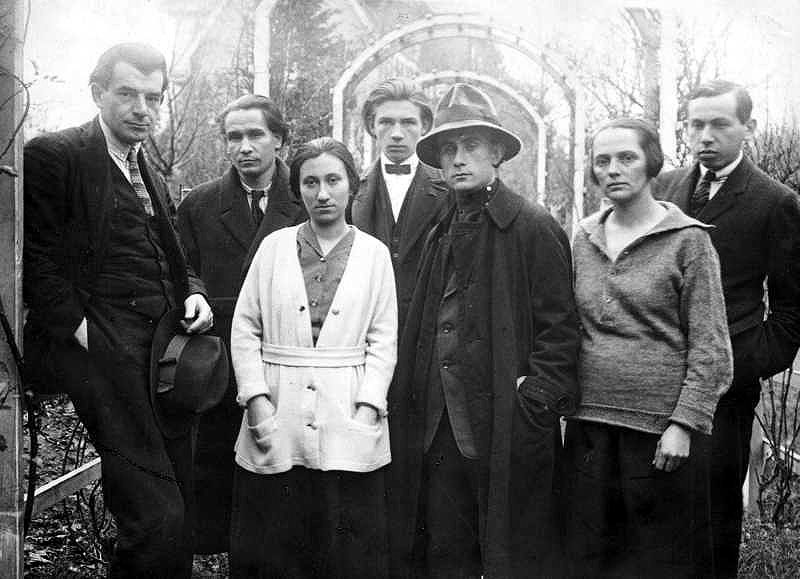
Redaktoři časopisu Ma, Vídeň, 1922: zleva Sándor Bortnyik, Béla Uitz, Erzsi Újvári, Andor Simon, Lajos Kassák, Jolán Simon, Sándor Barta

Na popud svého přítele, budoucího architekta Farkase Molnára, který právě studoval na významné umělecké škole Bauhausu, odcestoval Bortnyik do Berlína, kde se mu již v prosinci 1922 podařilo vystavit své abstraktní obrazy v galerii Der Sturm. V letech 1922–1924 žil ve Výmaru, kde se připojil k hnutí Bauhausu. I když nebyl na Bauhausu formálně zapsán, měl ke škole blízko díky mnoha osobním a profesním přátelstvím a účasti na teoretických a uměleckých debatách, a byl tak přímým svědkem bouřlivého vývoje Bauhausu v prvních letech jeho existence. Přestože Bortnyik spolu s dalšími umělci Bauhausu založil ateliér Neue Reklame Gestaltung, odmítal se s Bauhausem ztotožnit. Během dvacátých let 20. století vytvářel špičkové reklamní plakáty. Jeho úzké kontakty s Bauhausem a tehdejším konstruktivistickým hnutím daly vzniknout nefigurativním dílům s výraznou architektonickou složkou. V abstraktních kompozicích je patrný vliv Oskara Schlemmera, jehož divadelní dílny Bortnyik často navštěvoval. V tomto období působil také v Kaši (dnešní Košice, Slovensko). V roce 1924 začal zobrazovat satirické výjevy s postavami zarámovanými v podivných architektonických kulisách, ale zachoval si přitom svůj dřívější důraz na geometrii.
Po amnestii se Bortnyik v roce 1925 vrátil do Maďarska, kde pokračoval ve své původní činnosti plakátového výtvarníka a otevřel avantgardní divadelní společnost Zöld Szamár (Zelený osel). Brzy se stal vůdčí osobností maďarské reklamní grafiky. Během své dlouhé kariéry pracoval pro mnoho maďarských i mezinárodních klientů. Známé jsou jeho reklamní obrázky pro cigaretové papírky Modiano. V roce 1928 založil v Budapešti uměleckou školu pro reklamní grafiku Mühely (Dílna), již navštěvoval mimo jiné Victor Vasarely, fotografka Ata Kandó a její manžel, malíř Gyula Kandó. Bortnyik se snažil v rámci výuky uvést do praxe principy, které vycházely ze zásad Bauhausu – funkční design, kombinaci konstrukce a kompozice a také využití moderní typografie a fotografického umění. Navzdory své popularitě se Műhely od svého otevření neustále nacházela v nejisté politické a finanční situaci. Bortnyik měl dobré kontakty v reklamních a vydavatelských kruzích, ale nikdy nemohl počítat s žádnou vládní nebo oficiální podporou, ani se mu nedařilo získat soukromé investory. Nakonec musel v roce 1938 kvůli finančním problémům dílnu uzavřít.

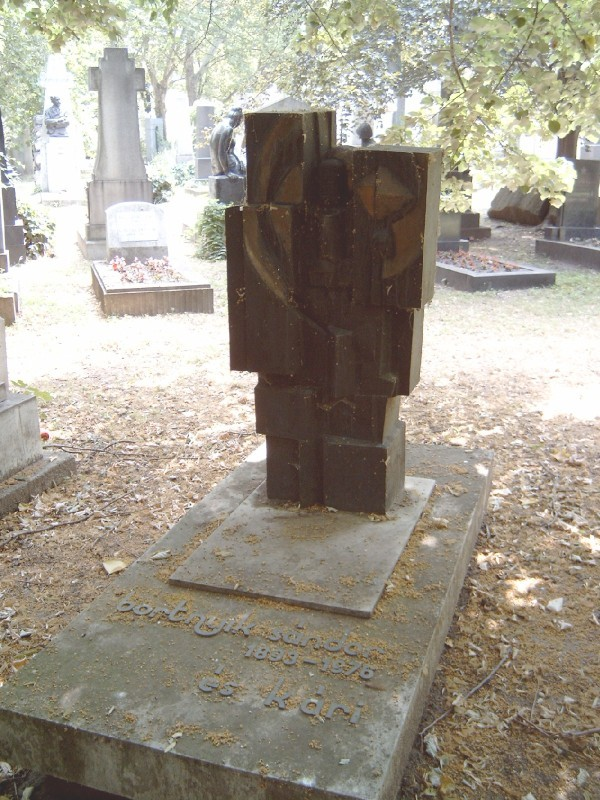
Bortnyikův hrob na budapešťském hřbitově Kerepesi

V polovině třicátých let 20. století ho ovlivnila skupina socialistických umělců, která v Budapešti vznikla v roce 1934, a Bortnyik se začal opět věnovat malbě. V následujících letech podporoval vydávání různých knih a časopisů, byl uměleckým ředitelem časopisu Új Föld a zakládajícím členem Maďarského svazu knižních a reklamních umělců, ale také přispíval teoretickými články do časopisů Magyar Grafika a Reklám-élet a založil vlastní časopis Plakát. V meziválečné éře byl Bortnyik jakožto celoživotní komunista v opozici a svým názorům zůstal věrný i za maďarského komunistického režimu, kdy se stal státem podporovaným umělcem, vyučoval na budapešťské Akademii výtvarných umění a v letech 1949–1956 byl jejím ředitelem. Po druhé světové válce vytvářel Bortnyik spolu se svou ženou B. Klárou Zoltán animované filmy.
Bortnyikova tvorba byla výrazně ovlivněna moderními uměleckými směry, zejména kubismem, expresionismem a konstruktivismem. Na sklonku jeho života uspořádala Národní galerie v Budapešti retrospektivní výstavu jeho díla. Sándor Bortnyik zemřel 31. prosince 1976 a je pohřben v Budapešti na hřbitově Kerepesi.